# غرايم فاريل (لاعب كريكت)
غرايم فاريل (بالإنجليزية: Graeme Farrell)‏ (2 نوفمبر 1947 في أستراليا - ) هو لاعب كريكت أسترالي. لعب مع فريق تسمانيا للكريكت.

## وصلات خارجية
- غرايم فاريل (لاعب كريكت) على موقع إي آس بي آن كريك إنفو (الإنجليزية)